# Saint-Pé-de-Bigorre
Saint-Pé-de-Bigorre (okzitanisch: Sent Pèr) ist eine französische Gemeinde im Département Hautes-Pyrénées in der Region Okzitanien. Sie liegt im Arrondissement Argelès-Gazost und gehört zum Kanton Lourdes-1.

## Geographie
Saint-Pé-de-Bigorre hat 1150 Einwohner (Stand 1. Januar 2022) auf 43,44 Quadratkilometern und liegt etwa neun Kilometer westlich von Lourdes und etwa 23,5 Kilometer südwestlich von Tarbes in der Bigorre am Gave de Pau. Durch das Gemeindegebiet führt die frühere Route nationale 637 (heute: D937). Der Bahnhof von Saint-Pé-de-Bigorre liegt an der Bahnstrecke Toulouse–Bayonne.

## Sehenswürdigkeiten
Neben der eindrucksvollen Kirche Saint-Pierre, die der Benediktinerabtei von Saint-Pé-de-Bigorre (bzw. Saint-Pé de Gayres) von 1022 zugehört, sind die Höhlen von Bétharram der Öffentlichkeit zugänglich.

## Bevölkerungsentwicklung
| Jahr      | 1793 | 1846 | 1901 | 1926 | 1936 | 1954 | 1962 | 1968 | 1975 | 1982 | 1990 | 1999 | 2010 |
| Einwohner | 2742 | 2984 | 1969 | 1908 | 1953 | 1758 | 1482 | 1541 | 1569 | 1425 | 1296 | 1257 | 1257 |

## Persönlichkeiten
- Albert Domec (1901–1948), Rugbyspieler
- Jean Marie-François Vergez (1757–1830), General, Kommandeur der Ehrenlegion